# توماس گارسیا
توماس گارسیا (انگلیسی: Thomas Garcia؛ زادهٔ ۲۵ اکتبر ۱۹۹۴) بازیکن فوتبال است.
از باشگاه‌هایی که در آن بازی کرده‌است می‌توان به باشگاه فوتبال پاریس اف سی اشاره کرد.